# Лукьяновский сельсовет (Липецкая область)
Лукьяновский сельсове́т — сельское поселение в Становлянском районе Липецкой области.
Административный центр — деревня Лукьяновка.

## История
В соответствии с законами Липецкой области № 114-оз от 02.07.2004 и № 126-оз от 23.09.2004 сельсовет наделён статусом сельского поселения, установлены границы муниципального образования.

## Население
| 2010 | 2012 | 2013 | 2014 | 2015 | 2016 | 2017 |
| ---- | ---- | ---- | ---- | ---- | ---- | ---- |
| 704  | ↘701 | ↘679 | ↗682 | ↘676 | →676 | ↘663 |
| 2018 | 2021 |      |      |      |      |      |
| ↘652 | ↘632 |      |      |      |      |      |

## Состав сельского поселения
| №  | Населённый пункт     | Тип населённого пункта          | Население |
| -- | -------------------- | ------------------------------- | --------- |
| 1  | Бабарыкино           | железнодорожная станция         | 182       |
| 2  | Журавлёвка           | деревня                         | ↘0        |
| 3  | Коляевка             | деревня                         | 3         |
| 4  | Кропотово-Лермонтово | деревня                         | 1         |
| 5  | Липовка              | деревня                         | 34        |
| 6  | Лукьяновка           | деревня, административный центр | 479       |
| 7  | Мценка               | деревня                         | 0         |
| 8  | Новосёлки            | деревня                         | 3         |
| 9  | Реневка              | деревня                         | 2         |
| 10 | Чернолесье           | деревня                         | 0         |

### Упразднённые населённые пункты
- Кропотово-Кочетово — упразднённая в 2001 году деревня[13].
- Шипово — упразднённая в 2001 году деревня[13]